# Zygmunt Cybichowski
Zygmunt Klemens Cybichowski (ur. 23 listopada 1879 w Poznaniu, zm. 30 maja 1946 tamże) – polski prawnik, specjalista i pionier „współczesnego” polskiego prawa międzynarodowego publicznego, profesor Uniwersytetu Lwowskiego i Warszawskiego, sędzia Stałego Trybunału Arbitrażowego w Hadze, polski polityk faszystowski, aktywny antysemita, w okresie okupacji niemieckiej członek kolaborującej z III Rzeszą Narodowej Organizacji Radykalnej.

## Życiorys
Był synem Bronisława (profesora gimnazjalnego filozofii i języka polskiego) oraz Marii Bischoff, bratem Stefana Cybichowskiego. W 1899 ukończył gimnazjum humanistyczne w Inowrocławiu, podjął studia prawnicze i ekonomiczne na uniwersytetach w Berlinie (1899–1900), Monachium (1900) i Wrocławiu (1900–1902). Wykształcenie uzupełniał na uniwersytetach w Strasburgu i Paryżu (1902). W 1902 w Strasburgu obronił doktorat z prawa (na podstawie pracy Artikel 76 der Reichsverfassung). W latach 1903–1905 i 1908–1910 odbył aplikację sądową w Poznaniu, Wrocławiu i Berlinie. W latach 1910–1911 był asesorem sądowym. W 1911 przedstawił na Uniwersytecie we Fryburgu pracę habilitacyjną Das antike Volkerrecht i został docentem w Katedrze Prawa Narodów i Międzynarodowego Prawa Prywatnego tej uczelni. Prowadził wykłady z prawa międzynarodowego publicznego i prywatnego. Rok później przeniósł się na Uniwersytet Lwowski, gdzie został profesorem nadzwyczajnym i kierownikiem Katedry Nauk Prawnych i Politycznych oraz Katedry Filozofii Prawa. Był członkiem Komisji Sejmowo-Konstytucyjnej Tymczasowej Rady Stanu. W 1919 związał się z Uniwersytetem Warszawskim.
Na UW kierował (do wybuchu II wojny światowej) Katedrą Prawa Państwowego i Międzynarodowego. W 1919 został profesorem zwyczajnym. W latach 1919–1922 pełnił funkcję dziekana Wydziału Prawa UW. Od 1923 zasiadał w Stałym Trybunale Arbitrażowym w Hadze jako sędzia. Gościnnie głosił wykłady z prawa międzynarodowego publicznego na uniwersytetach w Lublanie, Zagrzebiu, Belgradzie (1925), Wiedniu (1927), Berlinie (1929), a także w Haskiej Akademii Prawa Międzynarodowego. W 1928 przewodniczył XXXV Światowemu Kongresowi Stowarzyszenia Prawa Międzynarodowego w Warszawie.
W 1932 został członkiem zwyczajnym Towarzystwa Naukowego Warszawskiego. Należał także m.in. do Akademii Nauk Prawnych i Ustawodawstw w Madrycie (1928), Stowarzyszenia Prawa Międzynarodowego (1928–1930 prezydent) i Akademii Nauk Politycznych w Nowym Jorku. Był współzałożycielem i wiceprezesem Towarzystwa Przyjaciół Jugosławii oraz wiceprezesem Polskiego Instytutu Współpracy z Zagranicą.
Jako profesor zwyczajny Uniwersytetu J. Piłsudskiego został przeniesiony w stan spoczynku z dniem 1 lipca 1938.

## Poglądy polityczne
Znany był z poglądów antysemickich i nacjonalistycznych. Wyrażał się pochlebnie na temat włoskiego faszyzmu oraz niemieckiego narodowego socjalizmu. Sam twierdził, że jest zwolennikiem tzw. „demokracji nacjonalistycznej”, która według niego powinna mieć antysemicki, antymasoński i antykomunistyczny charakter. Jak sam pisał: „Demokracja nacjonalistyczna nie odrzuca współpracy mniejszości narodowych z wyjątkiem żydów, od których pragnie się odseparować, wysuwając program ich emigracji”.
Od 1934 r. był współpracownikiem Internationale Arbeitsgemeinschaft der Nationalisten, reprezentującej paneuropejski nurt ideologii nazistowskiej. W tym samym roku uczestniczył w zjeździe antysemickim w III Rzeszy. Trzy lata później związał się z Ruchem Narodowo-Radykalnym. W 1939 został członkiem proniemieckiej, antykomunistycznej, antysemickiej organizacji o nazwie Narodowa Organizacja Radykalna.

## Nagrody i odznaczenia
- Doktorat honoris causa nadany przez Columbia University w Nowym Jorku (1930).
- Wielki Medal Srebrny Akademii Nauk Prawnych i Ustawodawstw w Madrycie.
- Order św. Sawy.

## Dorobek naukowy
W pracy naukowej zajmował się prawem międzynarodowym publicznym i prawem państwowym. Był pionierem polskich badań nad zagadnieniami współczesnego prawa wojennego. Zgłosił propozycję określenia norm stanowiska prawnego telegrafii i telefonii w czasie wojny. Analizując zarządzenia władz rosyjskich podczas okupacji Lwowa w latach 1914–1915 wykazał bezprawie części działań. W określeniu cech przynależności państwowej kładł nacisk na takie elementy jak urodzenie, małżeństwo i naturalizacja, podważając znaczenie określonych praw i obowiązków obywatela. Wykazał, że wiele instytucji prawa międzynarodowego istniało już w starożytności. Interesował się problematyką rozstrzygania sporów prawnych między krajami Rzeszy niemieckiej w II połowie XIX wieku.
Jego uczniami byli m.in. Cezary Berezowski i Edward Muszalski.

### Publikacje
- Studien zum Internationalen Recht (1912)
- Międzynarodowe prawo wojenne (1914)
- O pojęciu i istocie przynależności państwowej (1920)
- Prawa mniejszości (1922)
- Pełnomocnictwo skarbowe rządu w oświetleniu konstytucji (1924)
- Polskie prawo państwowe (1925–1929, 2 tomy)
- Encyklopedia podręczna prawa publicznego (1926–1930, 2 tomy)
- Międzynarodowe prawo karne (1927)
- Prawo międzynarodowe publiczne i prywatne (1928)
- Geneza i rozwój prawa międzynarodowego (1930)
- Na szlakach nacjonalizmu. Rozważania prawno-polityczne (1939)

## Życie prywatne
Był ojcem Jerzego, bojówkarza Ruchu Narodowo-Radykalnego Falanga.